# Uhřice (ort i Tjeckien, Zlín)
Uhřice är en ort i Tjeckien.   Den ligger i regionen Zlín, i den östra delen av landet, 220 km öster om huvudstaden Prag. Uhřice ligger 250 meter över havet och antalet invånare är 187.
Terrängen runt Uhřice är platt åt nordost, men åt sydväst är den kuperad. Terrängen runt Uhřice sluttar norrut. Runt Uhřice är det ganska tätbefolkat, med 70 invånare per kvadratkilometer. Närmaste större samhälle är Kroměříž, 14,0 km öster om Uhřice. Trakten runt Uhřice består till största delen av jordbruksmark.